# David Testo
David Testo (* 7. August 1981 in Winston-Salem, North Carolina) ist ein US-amerikanischer Fußballspieler.

## Leben
Nach seiner Schulzeit begann Testo eine Karriere als Profifußballer in den Vereinigten Staaten. Zunächst spielte er in den Jugendvereinen South Carolina Gamecocks und North Carolina Tar Heels. Danach wechselte er zu den Richmond Kickers, wo er 2003 spielte. Von 2004 bis 2005 war Columbus Crew sein nächster Verein als Mittelfeldspieler, bevor er 2006 zum kanadischen Verein Vancouver Whitecaps wechselte. Zuletzt spielte er von 2007 bis 2011 beim kanadischen Verein Montreal Impact. Testo lebt offen homosexuell in den Vereinigten Staaten.